# Каменский, Валерий Викторович

Автограф

Вале́рий Ви́кторович Каме́нский (род. 18 апреля 1966, Воскресенск, Московская область) — советский и российский хоккеист, левый крайний нападающий, олимпийский чемпион, обладатель Кубка Стэнли и трёхкратный чемпион мира. Заслуженный мастер спорта СССР (1988).

## Биография

### Клубная карьера
- 1982—1985 — «Химик» Воскресенск
- 1985—1991 — ЦСКА Москва
- 1991—1995 — Квебек Нордикс
- 1995—1999 — Колорадо Эвеланш
- 1999—2001 — Нью-Йорк Рейнджерс
- 2001—2002 — Даллас Старз
- 2002 — Нью-Джерси Девилз
- 2003—2005 — «Химик» Воскресенск

В составе «Химика» дебютировал в чемпионате СССР 15 марта 1983 года в гостевом матче с московским «Динамо» в возрасте 16 лет.
В чемпионатах СССР провел 329 матчей, в которых набрал 218 очков (122 шайбы + 96 передач). В ЦСКА выступал в тройке с Андреем Хомутовым и Вячеславом Быковым.
В регулярных чемпионатах НХЛ провёл 637 матчей и набрал 501 очко (200 шайб + 301 передача). В играх плей-офф провёл 66 матчей и набрал 60 очков (25 шайб + 35 передач). На декабрь 2020 года занимает 17-е место среди российских хоккеистов по количеству голов в регулярных чемпионатах (200) и 13-е место по количеству голов в играх плей-офф (25).
В 2003 году вернулся из НХЛ в родной воскресенский «Химик» через 18 лет после ухода. Завершил карьеру в Воскресенске в 2005 году.

#### Игровой номер
До 1986 года в клубах играл под № 26, а в сборной СССР под № 22. В начале сезона 1986/87 «унаследовал» в ЦСКА 13-й номер у Алексея Волченкова, завершившего карьеру, и под этим номером выступал до окончания карьеры и в сборной, и в клубах. В «Химике» — № 27.

### Дальнейшая карьера
Президент Федерации хоккея Московской области, член совета директоров Континентальной хоккейной лиги, вице-президент КХЛ по развитию, председатель спортивно-дисциплинарного комитета КХЛ, член Совета Легенд Ночной хоккейной лиги, куратор конференции «Приволжье». С 2015 года вице-президент ХК «Спартак» (Москва).
Вместе с музыкантом С. П. Ролдугиным, дирижёром Ю. Х. Темиркановым, балериной С. Ю. Захаровой, фигуристом А. Г. Горшковым, математиками И. В. Ященко и С. К. Смирновым, является учредителем фонда «Талант и успех».

### Семья
Жена — Наталья. Двое детей — сын Виктор (род. 1989, живёт в Москве) и дочь Полина, которые учились в США. Полина — единственная в семье, у кого есть американское гражданство.

## Спортивные достижения
Каменский — один из семи российских хоккеистов, которым удалось завоевать олимпийское золото, золото чемпионата мира и Кубок Стэнли и войти в так называемый «Тройной золотой клуб». Причём после победы в Кубке Стэнли 1996 (в составе Колорадо Эвеланш) Каменский вместе с Алексеем Гусаровым стал первым россиянином и первым не шведом, кто вошёл в этот клуб.
- Олимпийский чемпион 1988
- Вице-чемпион Олимпийских Игр 1998
- 3-кратный чемпион мира (1986, 1989, 1990)
- Вице-чемпион мира 1987
- 4-кратный чемпион Европы (1986, 1987, 1989, 1991)
- Победитель Игр доброй воли 1990
- Серебряный призёр Кубка Канады 1987
- 4-кратный чемпион СССР (1986-89)
- Обладатель Кубка СССР 1988
- Обладатель Кубка Стэнли 1996
- Лучший хоккеист СССР и лучший нападающий чемпионата мира 1991
- с 10 июня 1996 года — член Тройного золотого клуба.
- Обладатель приза Лучшему играющему ветерану-наставнику 2005

За сборную СССР забросил 81 шайбу в 164 играх.

## Статистика
| Легенда | Легенда                    | Легенда | Легенда                   | Легенда | Легенда    |
| ------- | -------------------------- | ------- | ------------------------- | ------- | ---------- |
| И       | Количество проведённых игр | Штр     | Штрафное время            | +/−     | Плюс-минус |
| Г       | Голы                       | П       | Голевые передачи          | О       | Очки       |
| -       | Статистика неизвестна      | —       | Статистика не учитывалась |         |            |

## Награды
- Орден Александра Невского (2021) — за большой вклад в развитие физической культуры и спорта, многолетнюю добросовестную работу[2]
- Медаль «За трудовую доблесть» (1988)
- Почётный гражданин Московской области (2024)[3]